# مجلس الإدارة (فلم)
مجلس الإدارة فيلم موسيقي استعراضي مصري  للمخرج عباس كامل عام 1953. الفيلم فكرة إبراهيم الورداني وكتب القصة والسيناريو والحوار مخرج الفيلم عباس كامل، يقوم بالبطولة شريفة ماهر ومحمد سلمان وهدى شمس الدين، وتدور الأحداث حول بوليصة تأمين بمبلغ كبير لصالح مدير كباريه وحبيبته الراقصة، وشرط هذه البوليصة أن قيمتها تعود إلى الشخص الذي يكون على قيد الحياة، مما يدفع مدير الكباريه أن يتخلص من الراقصة.
صدر الفيلم إلى دور العرض المصرية في 19 يناير 1953.
منح موقع قاعدة بيانات الأفلام العربية «السينما.كوم» الفيلم درجة 5/ 10.

## طاقم التمثيل
- شريفة ماهر: جيهان (بنت شوكت رئيس مجلس إدارة شركة التأمين)
- محمد سلمان: عصام (بائع الكبيبة)
- إستفان روستي: محرز (مدير كباريه الليل والنهار)
- انطوانيت اسكندر: لطيفة (مطربة الكباريه)
- هدى شمس الدين: شوشو (راقصة الكباريه)
- حسن فايق: شوكت (رئيس مجلس إدارة شركة التأمين - فرع مصر)
- أبو خليل البيروتى: أبو خليل (رجل أمن شركة التأمين)
- سعاد مكاوي: سكرتيرة شركة التأمين المصرية
- كيتي فوستاكي: سكرتيرة شركة التأمين الأجنبية
- عمر الجيزاوي: أبو خليل الدندراوى (السائق وخطيب السكرتيرة المصرية)

بالاشتراك مع: منير الفنجري – حسنة سليمان – رياض القصبجي – محمود لطفي – أنور مدكور – وهبة حسب الله – عبد المنعم إسماعيل – فهمي أمان – إبراهيم الشامي 

## أغاني الفيلم
كلمات الأغاني: فتحي قورة
الألحان: عبد العزيز محمود - علي فراج - إبراهيم حجاج
مِليحة وطعمة يا كّبيبه: غناء محمد سلمان
يا مجلس الإدارة: غناء سعاد مكاوي -عمر الجيزاوي - محمد سلمان
عمي يا بياع الورد: غناء انطوانيت اسكندر
رقصة كيتي: موسيقى ابن البلد - للموسيقار محمد عبد الوهاب
إستعراض سالمة يا سلامة.. حمدلله على السلامة: غناء (محمد سلمان - يانور العين كيف حالك) – (سعاد مكاوي - سلمك الله) – (عمر الجيزاوي - سالمة ياسلامة) – (انطوانيت اسكندر - حمدلله على السلامة)
ياللي المنديل في إيديك... دي كانت ياخوي شقاوة: غناء محمد سـلمان - سعاد مكاوي
يا دنيا ليه تتغيري: غناء سعاد مكاوي - انطوانيت اسكندر 

## أحداث الفيلم
يعرض مِحرز (إستيفان روستي) مدير كباريه الليل والنهار على المطربة لطيفة (انطوانيت اسكندر) الزواج مقابل عمل بوليصة تأمين مزدوجة بقيمة 50 ألف جنيه يصرفها من يبقى منهم على قيد الحياة، وتُلغى الوثيقة لو تزوّج أحدهما شخصًا آخر. ترى لطيفة أنها ليست جميلة أو جذابة وتتوجس في نية محرز وأنه قد يدبر لقتلها ولذلك ترفض. يعرض محرز الأمر على الراقصة شوشو (هدى شمس الدين) وتوافق ويتم استخراج الوثيقة من شركة التأمينات العظمى. تخشى لطيفه على صديقتها شوشو وتهرع إلى شوكت (حسن فايق) رئيس مجلس إدارة شركة التأمين وتكشف له الأمر. يرسل شوكت إلى شركة التأمين الرئيسية في بلچيكا يستطلع رأيها، وتفيد الشركة بأنها ترى في الأمر مؤامرة وأنها تتنصل من الإتفاق وتُحمِّل المسؤلية لفرع الشركة بمصر. يجمع شوكت مجلس الإدارة ليبحث كيفية التصرف، ويقترح عليهم أبو خليل (أبو خليل البيروتى) رجل الأمن إستغلال الشرط الموجود بالوثيقه وهو إلغائها حال تزوج أحد الطرفين، وذلك بإغراء شوشو بالزواج بآخر، ويقع الاختيار على ابن شقيقه أبو خليل وهو الأستاذ عصام (محمد سلمان) بائع الكبيبة والذي كان في خصومة مع چيهان (شريفة ماهر) ابنة شوكت بيه والتي صدمت عربة الكُبيبة وحطمتها. يوافق عصام على إغراء شوشو بالزواج منه ويطلب معاونة طاقم السكرتارية الخاص بالشركة والمكون من السكرتيرة الأجنبية (كيتي فوستاكي) والسكرتيرة المصرية (سعاد مكاوي) بالإضافة إلى أبو خليل والدندراوى (عمر الجيزاوي) السائق وخطيب السكرتيرة. يستعير عصام خاتمًا ثمينًا من شوكت بيه، ويشتري ملابس جديدة للجميع، ويذهب إلى الكباريه ويعرض الزواج على شوشو ويقدم نفسه بأنه ومن معه مهربين للذهب مما أثار طمع شوشو ومحرز، الذي أخذ منه الخاتم الثمين على سبيل الهدية وعرض التعاون معه. يدعو عصام الجميع لزيارته في فيلته التي هي منزل شوكت بيه وابنته چيهان التي اعترضت بشدة، ويبرر عصام ثورتها بأنها زوجته المجنونة، وينصحه محرز بالتخلص منها خصوصًا وأنها كانت تنوي إبلاغ الشرطة عن عصام بأنه مجرم خطير، ولكن محرز منعها واتفق مع عصام على قتلها. قام
يقدم عصام أقراص منومة لچيهان ويخبر محرز أنه قتلها، ويقوم محرز بتصوير چيهان مع عصام ويطلب منه هو والدندراوي دفنها في حديقة الفيلا، لتراهم الخادمه (حُسنة سليمان) وتبلغ الشرطة. يهدد محرز عصام بالصور ويطلب منه قتل شوشو بدون إخفاء الجثة حتى يستطيع صرف بوليصة التأمين، والأنسب إغراقها في بحر الإسكندرية. تسمع چيهان الحوار وتبلغ الشرطة التي تعد كمينًا لمحرز بالاتفاق مع شوشو، وبالفعل يقود عصام وشوشو القارب إلى عمق البحر أمام عزوز وينقلب القارب ليخرج عصام وحده أمام محرز، وتخرج شوشو من مكان آخر. تنشر الصحف خبر موت شوشو، ويذهب محرز للشركة لإستلام مبلغ التأمين ويجد الشرطة في انتظاره.

## روابط خارجية
- مجلس الإدارة على موقع IMDb (الإنجليزية)
- مجلس الإدارة على موقع الدهليز
- مجلس الإدارة على موقع قاعدة بيانات الأفلام العربية